# حمله راکتی به اربیل ۲۰۲۱
حمله راکتی به اربیل ۲۰۲۱ هنگامی رخ داد که چندین موشک به سمت فرودگاه اربیل، مرکز اقلیم کردستان، عراق پرتاب شد. در ۱۵ فوریه حدود ساعت ۲۱:۳۰ به وقت محلی، تقریباً چهارده راکت از منطقه ای در جنوب شهر شلیک شد. سه راکت مستقیماً به پایگاه ائتلاف تحت رهبری ایالات متحده در نزدیکی فرودگاه بین‌المللی اربیل اصابت کردند، در حالی که راکت‌های دیگر به مناطق مسکونی و تأسیسات غیرنظامی در نزدیکی فرودگاه اصابت کردند. در این حمله دو نفر کشته شدند، و ۱۳ نفر دیگر زخمی شدند، از جمله یک عضو سرویس آمریکایی.
در ابتدا هویت مهاجمان نامشخص بود، مقامات عراقی و آمریکایی تحقیقات را برای شناسایی عاملان آن آغاز کردند. سپس یک گروه مسلح شیعه که کمتر شناخته شده‌است به نام سرایا اولیای الدم مسئولیت حمله را بر عهده گرفت. با وجود این، چندین مقام عراقی و کرد عراقی و تحلیل گران غربی ایران و شبه نظامیان مورد حمایت ایران را عامل این حمله می‌دانند. تنش‌ها بین ایالات متحده و ایران از زمان ترور قاسم سلیمانی، فرمانده عالی‌رتبه ایرانی سپاه قدس، در ژانویه ۲۰۲۰ بالا بوده‌است. مقامات ایرانی ادعای دست داشتن آن در حملات را رد و محکوم کردند.
این حمله بدترین و مرگبارترین حمله در سال گذشته به ائتلاف نظامی به رهبری ایالات متحده در عراق بود و از اواخر سال ۲۰۲۰ اولین باری بود که تأسیسات نظامی یا دیپلماتیک غربی در این کشور هدف قرار گرفت. این جدی‌ترین حمله به ائتلاف تحت رهبری ایالات متحده از زمان به قدرت رسیدن دولت بایدن در ژانویه ۲۰۲۱ بود و ترس از تشدید تنش را برانگیخت. به دنبال این حمله، ناتو اعلام کرد که تعداد نیروهای خود در عراق را از ۵۰۰ نفر به حدود ۴۰۰۰ نفر افزایش می‌دهد.
در تاریخ ۳ مارس، واحد ضد تروریسم اقلیم کردستان آنچه را که به نظر می‌رسد اعتراف ضبط شده یکی از چهار متهم عامل حملات موشکی ۱۵ فوریه به اربیل است ، منتشر کرده‌است، که می‌گوید در نوامبر سال ۲۰۲۰ با یکی دیگر از عاملان ملاقات کرده‌است، که به گفته وی از نیروهای گروه شبه نظامی کتائب سید الشهداء بخشی از نیروهای بسیج مردمی عراق (حشد شعبی) است. و راکت‌ها ساخت ایران بودند.

## واکنش‌ها
آنتونی بلینکن وزیر خارجه آمریکا اعلام کرد که ایالات متحده از حملهٔ راکتی شامگاه دوشنبه به مناطقی در نزدیکی فرودگاه اربیل «خشمگین» است. از حملهٔ راکتی به اربیل خشمگین استبرهم صالح حمله به اربیل را اقدام تروریستی خواند، نخست‌وزیر عراق مصطفی الکاظمی خواستار تحقیق در مورد این حمله شد، سخنگوی ارتش عراق یحیی رسول اظهار داشت که عراق «نمی‌تواند تبدیل به عرصه تسویه حساب شود». «جینین پلاسخارت» فرستاده ویژه دبیرکل سازمان ملل در عراق حمله راکتی به اربیل را محکوم کرد.